# Fidelia friesei
Fidelia friesei là một loài ong trong họ Megachilidae. Loài này được Brauns miêu tả khoa học đầu tiên năm 1926.